# Негативний добір (політика)
Негативний або від'ємний добір (англ. negative selection, син.: негативна або від'ємна селекція, негативний або від'ємний відбір, антиселекція) — соціально-політичний процес, який, як правило, відбувається в умовах жорсткої ієрархії, перш за все, — в умовах диктатури.
Індивіди на вершині ієрархії, бажаючи завжди залишатись при владі, вибирають собі соратників чи підлеглих за критерієм некомпетентності — ніхто не має бути достатньо компетентним, щоб усунути свого керівника від влади. Оскільки підлеглі часто копіюють поведінку своїх керівників, вони роблять те ж саме з тими, хто нижче них в ієрархії. Так, вся ієрархічна структура з часом поступово заповнюється все більш некомпетентними індивідами. Якщо керівник помічає загрозу стабільності свого становища в ієрархічній структурі, він, як правило, позбувається (знищує, переміщує, звільняє) тих, хто йому загрожує, — «чистить» ієрархію. На позиції, що звільнились в ієрархії, зазвичай приходять індивіди знизу — ті, які менш компетентні за попередніх керівників, але більш лояльні до керівництва і системи загалом. В результаті, з часом ієрархія стає все менш та менш ефективною.
Процеси негативного добору властиві не тільки політичним системам, але і будь-яким іншим організаціям і об'єднанням індивідів за наявності жорсткої ієрархічної системи управління. Негативний добір може проявлятись в бізнес-організаціях, суспільних інститутах, закладах освіти тощо.

## Історія
У відомій розповіді Геродота з його «Історій» Періандр через посланця просить Фрасибула поради щодо правління. Фрасибул замість відповіді запрошує посланця на прогулянку в поле пшениці, де він послідовно починає обрізати всі найкращі та найвищі колоски. Порада, як її правильно зрозумів Періандр, полягала в тому, що мудрий правитель буде запобігати посяганням на його владу шляхом «усунення» тих людей, які могли б стати достатньо могутніми, щоб кинути йому виклик.
У своїх мемуарах Альберт Шпеер, чиновник Третього Рейху та довірена особа Адольфа Гітлера, використав термін «негативний відбір» у відношенні до ієрархії побудованої навколо Гітлера, описуючи невігластво та некомпетентність його підлеглих. В ході Другої світової війни все більше воєначальників, навіть тих, хто досяг успіху на полі бою (наприклад, фельдмаршал Роммель), були замінені на більш прихильних до нацистського режиму людей. Зі зростанням нових проблем конкуренція стала менш важливою, ніж особиста лояльність до фюрера.